# Joseph-Adrien Beeckman de Crayloo
Joseph-Adrien Beeckman de Crayloo (Dendermonde, 12 april 1819 - Leuven, 15 oktober 1907) was een Belgisch volksvertegenwoordiger.

## Levensloop
Joseph Beeckman de Crayloo was een zoon van de aannemer van openbare werken Louis Beeckman de Crayloo en van Barbara van der Hofstadt. Hij werd zelf ook aannemer en trouwde met Marie Brughmans, en in tweede huwelijk met Zenaïde Blondel.
Hij was van de oude familie Beeckman de Crayloo, oorspronkelijk van Wieze bij Dendermonde in Oost Vlaanderen. Zijn zoon Lucien Ernest (1846-1920) werd in de erfelijke pauselijke adelstand opgenomen met de titel van baron.
Deze familie heeft huwelijksbanden met de familie Terlinden.
Hij werd verkozen tot lid van de provincieraad van Brabant voor het kanton Diest in het jaar 1849 en bleef dit tot in 1859. Het arrondissement Leuven verkoos hem dat jaar tot lid van de Kamer van volksvertegenwoordigers, mandaat dat hij zonder onderbreking uitoefende tot in 1900, wat van hem een van de langstzetelende Kamerleden maakte.
De verkiezing van 14 juni 1859 die Beeckman de Kamer binnenbracht, werd betwist door een liberale minderheid. Deze betwisting gaf aanleiding tot een parlementair onderzoek dat de publieke opinie boeide. De liberale meerderheid in de Kamer sprak de nietigverklaring van de verkiezingen in Leuven uit, ondanks de protesten van de heren Barthélemy Dumortier, Adolphe Dechamps, Jean-Baptiste Nothomb en andere leden van de rechterzijde. De bezwaren waren gebaseerd op beschuldigingen dat er druk was uitgeoefend op kiezers: men verweet de katholieken verkiezingscorruptie door de organisatie van de 'stokslagers' die de plattelandsbevolking verplichtten zich naar Leuven te begeven om daar hun stem uit te brengen. De stemming vond opnieuw plaats in januari 1860 en de ‘ongeldige’ kandidaten werden met een overweldigende meerderheid herkozen.
Beeckman hield zich voornamelijk bezig met vragen aangaande openbare werken en de uitvoering ervan.
Hij was een van de stichtende leden van de katholieke Gilde van Sinte-Barbara in Diest. In 1894 vierde hij zijn gouden jubileum als voorzitter van dit genootschap.